# Daniel Candeias
Daniel Candeias (Fornos de Algodres, 25 de febrero de 1988) es un futbolista portugués que juega en la demarcación de extremo para el Adanaspor de la TFF Primera División.

## Biografía
Empezó su carrera como futbolista formándose en la cantera del FC Porto en 2002, hasta queen 2006 subió al FC Porto B. Antes de subir al primer equipo, el FC Porto le cedió al Varzim SC por una temporada. Ya en la temporada 2008/2009 hizo su debut con el FC Porto en agosto contra el Sporting Clube de Portugal en la Supercopa de Portugal. Tras un año en el club, se fue en calidad de cedido al Rio Ave FC y al Recreativo de Huelva. Sin embargo, tras meses jugando pocos minutos, Candeias volvió a su país en enero de 2010 para ser cedido al FC Paços Ferreira. En junio de ese mismo año dejó el FC Porto para ser traspasado al CD Nacional, siendo inmediatamente cedido al Portimonense SC. Tras volver al Nacional y jugar hasta 2014, Candeias fue traspasado al SL Benfica, aunque no llegó a disputar ningún partido con el club, ya que fue cedido al 1. FC Nürnberg y en enero de 2015 al Granada CF. Al acabar la temporada volvió a marcharse en calidad de cedido, esta vez al FC Metz francés, y un año después hizo lo propio al Alanyaspor. Finalmente en el mercado veraniego de 2017 se marchó traspasado al Rangers FC.

## Clubes
| Club                             | País     | Año       | Partidos | Goles |
| -------------------------------- | -------- | --------- | -------- | ----- |
| F. C. Porto "B"                  | Portugal | 2006-2007 |          |       |
| Varzim S. C. (cedido)            | Portugal | 2007-2008 | 27       | 2     |
| F. C. Porto                      | Portugal | 2008-2009 | 10       | 1     |
| Rio Ave F. C. (cedido)           | Portugal | 2009      | 5        | 0     |
| Recreativo de Huelva (cedido)    | España   | 2009-2010 | 13       | 2     |
| F. C. Paços de Ferreira (cedido) | Portugal | 2010      | 14       | 0     |
| Portimonense S. C. (cedido)      | Portugal | 2010-2011 | 30       | 1     |
| C. D. Nacional                   | Portugal | 2011-2014 | 104      | 16    |
| 1. F. C. Núremberg (cedido)      | Alemania | 2014-2015 | 16       | 2     |
| Granada C. F. (cedido)           | España   | 2015      | 11       | 0     |
| F. C. Metz (cedido)              | Francia  | 2015-2016 | 30       | 2     |
| Alanyaspor (cedido)              | Turquía  | 2016-2017 | 30       | 4     |
| Rangers F. C.                    | Escocia  | 2017-2019 | 97       | 14    |
| Gençlerbirliği S. K.             | Turquía  | 2019-2021 | 67       | 7     |
| Alanyaspor                       | Turquía  | 2021-2023 | 71       | 4     |
| Kocaelispor                      | Turquía  | 2023-2024 | 35       | 8     |
| U. D. Oliveirense                | Portugal | 2024-2025 | 19       | 2     |
| Adanaspor                        | Turquía  | 2025-     | 16       | 2     |